# Сыркус, Шимон
Шимон Сыркус (пол. Szymon Piotr Syrcus; 24 апреля 1893 года, Варшава, Российская империя — 8 июня 1964 года, Варшава, Польша) — польский архитектор и теоретик архитектуры XX века.

## Биография
Родился 24 апреля 1893 года в Варшаве. Отец — Мошко Сыркус (еврей, в крещении — Мартин), мать — Юзефа Крюгер. В 1912 году окончил реальную гимназию в Варшаве. В 1912 по 1920 год он последовательно изучал архитектуру в Вене, Граце, Риге, Москве и Варшаве. Далее учился в Академии искусств в Кракове (1920—1921). Между 1922 и 1924 годами он совершил путешествие по Европе, посетил Берлин , Веймар и Париж В 1922—1924 годы учился в Академии изящных искусств в Париже.
После возвращения в Польшу в 1924 году работал с архитектором Х. Греем, для которого спроектировал здание Фонда болезней в Варшаве (1925 г.). Затем он сотрудничал с Хенриком Одерфельдом в проекте конкурса Дворца Наций в Женеве.
В 1925 году перешел в группу Блока. В следующем году он участвовал в Первой Международной выставке современной архитектуры в Варшаве и вместе с Владиславом Стшеминьским написал работу «Настоящее в архитектуре и живописи». Затем он присоединился к группе Praesens и начал работать с Хеленой Немировской, которая впоследствии стала его женой (1925).
В 1927 году он участвовал в выставке «Machine Age Exposition» в Нью-Йорке, в каталоге которой он опубликовал статью под названием «Архитектура». В следующем году он был назначен представителем Польши на Международном конгрессе современной архитектуры (CIAM).
Вместе со своей женой он был автором Павильона удобрений на Познанской национальной выставке (1929) и нескольких рабочих городов и жилых комплексов в Варшаве: Констанцин (1930), Крулевская Гора (1931), Сколимув (1935). В 1936 году они построили несколько домов для рабочих в Лодзи и Грудзёндзе.
Во время Второй мировой войны они работали в подпольной архитектурной мастерской, планировали расширение районов Раковец и Коло в Варшаве.
В 1942 году он был арестован и заключен в концлагерь Освенцим. 27 января 1945 года Освенцим был освобождён советскими войсками.
После войны Шимон Сыркус Роман Довгирд и А. Пшибыльский стали авторами жилого поселка Прага II в Варшаве (1949—1952).
Шимон Сыркус скончался 8 июня 1964 года в Варшаве. Похоронен на Воинском кладбище в Повонзках (квартал C2-11-6).

## Работы
- Дома на улицах Катовицкой и Домбровецкой (1930-е гг, Варшава)
- Театр на Жолибоже (1932—1934 гг, Варшава)
- Вилла в Сосновце (1933—1934 гг, ныне в Белоруссии)
- Застройка районов Коло II и Коло III[7] (1947—1962, Варшава), внесена в 1992 году в реестр памятников[8].